# Фінал кубка Англії з футболу 1882
Фінал кубка Англії з футболу 1882 — 11-й фінал найстарішого футбольного кубка у світі. Учасниками фіналу були «Блекберн Роверз» і «Олд Ітоніанс». Володарем кубкового трофею став «Олд Ітоніанс».

## Шлях до фіналу
| «Олд Ітоніанс»  | «Олд Ітоніанс» | «Олд Ітоніанс»          | Раунд           | «Блекберн Роверз»      | «Блекберн Роверз» | «Блекберн Роверз»       |
| --------------- | -------------- | ----------------------- | --------------- | ---------------------- | ----------------- | ----------------------- |
| Суперник        | Результат      | Матчі                   |                 | Суперник               | Результат         | Матчі                   |
| «Клепем Роверз» | 3—2            | 2—2, 1—0 (перегравання) | Перший раунд    | «Блекберн Парк Роад»   | 9—1               | 9—1                     |
| -               | -              | -                       | Другий раунд    | «Болтон Вондерерз»     | 6—2               | 6—2                     |
| «Свіфтс»        | 3—0            | 3—0                     | Третій раунд    | -                      | -                 | -                       |
| «Мейденгед»     | 6—3            | 6—3                     | Четвертий раунд | «Дарвен»               | 5—1               | 5—1                     |
| -               | -              | -                       | П'ятий раунд    | «Венсбері Олд Атлетік» | 3—1               | 3—1                     |
| «Марлоу»        | 5—0            | 5—0                     | 1/2 фіналу      | «Венсдей»              | 5—1               | 0—0, 5—1 (перегравання) |

## Матч
| 25 березня 1882 |

| Олд Ітоніанс | 1:0      | Блекберн Роверз |
| ------------ | -------- | --------------- |
| Андерсон     | Протокол |                 |

| Кеннінгтон Овал, Лондон Глядачів: 6 500 Арбітр: Чарльз Клегг |

|  |  |

|    |  |                     |  |
|    |  |                     |  |
| В  |  | Джон Роулінсон      |  |
| З  |  | Томас Френч         |  |
| З  |  | Персі де Паравічіні |  |
| ПЗ |  | Артур Кіннерд       |  |
| ПЗ |  | Чарльз Фоулі        |  |
| ПЗ |  | Філіп Новеллі       |  |
| Н  |  | Артур Данн          |  |
| Н  |  | Реджиналд Маколі    |  |
| Н  |  | Гаррі Гудгарт       |  |
| Н  |  | Джон Шевальє        |  |
| Н  |  | Вільям Андерсон     |  |

|    |  |               |  |
|    |  |               |  |
| В  |  | Роджер Гауарт |  |
| З  |  | Г'ю Макінтір  |  |
| З  |  | Фергус Сутер  |  |
| ПЗ |  | Фред Харгрівз |  |
| ПЗ |  | Гаррі Шарплс  |  |
| ПЗ |  | Джон Харгрівз |  |
| Н  |  | Джофрі Айвері |  |
| Н  |  | Джиммі Браун  |  |
| Н  |  | Томас Страчан |  |
| Н  |  | Джиммі Дуглас |  |
| Н  |  | Джон Дакворт  |  |